# Argentina en la Copa América 1987
La selección de Argentina fue uno de los 10 equipos participantes en la Copa América 1987, torneo continental que se llevó a cabo entre el 27 de junio y el 12 de julio en Argentina. Es la trigésima participación de Argentina.
Formó parte del grupo A, junto a Perú y Ecuador.

## Preparación

### Partidos previos
Datos correspondientes al periodo entre la finalización de la Copa Mundial de Fútbol de 1986 y el inicio de la Copa América 1987
| Fecha               | Lugar        | Competición |           |                      | Resultado |                      |           |
| ------------------- | ------------ | ----------- | --------- | -------------------- | --------- | -------------------- | --------- |
| 10 de junio de 1987 | Zúrich       | Amistoso    | Italia    | Bandera de Italia    | 3:1 (2:0) | Bandera de Argentina | Argentina |
| 20 de junio de 1987 | Buenos Aires | Amistoso    | Argentina | Bandera de Argentina | 0:1 (0:1) | Bandera de Paraguay  | Paraguay  |

#### Italia vs. Argentina
| 10 de junio de 1987 | Italia                                        | 3:1 (2:0.) | Argentina    | Letzigrund, Zúrich                                       |                                                          |
|                     | De Napoli 27' · Garre 33' (a.g.) · Vialli 88' | Reporte    | 62' Maradona | Asistencia: 30.000 espectadores Árbitro(s): Joël Quiniou | Asistencia: 30.000 espectadores Árbitro(s): Joël Quiniou |

| Uniformes | Uniformes | Uniformes | Uniformes |
| --------- | --------- | --------- | --------- |
| Arquero   |           |           | Arquero   |

#### Argentina vs. Paraguay
| 20 de junio de 1987 | Argentina   | 0:1 (0:1) | Paraguay | Buenos Aires, Buenos Aires                              |                                                         |
|                     | Garre a.g.' | Reporte   |          | Asistencia: 17.000 espectadores Árbitro(s): Abel Gnecco | Asistencia: 17.000 espectadores Árbitro(s): Abel Gnecco |

| Uniformes | Uniformes | Uniformes | Uniformes |
| --------- | --------- | --------- | --------- |
| Arquero   |           |           | Arquero   |

## Uniforme

### Oficial
| Opción 1 | Opción 2 |  |

### Alternativo
| Opción 1 | Opción 2 |  |

### Portero
| Opción 1 | Opción 2 | Opción 3 |

## Participación

### Partidos
| Fecha               | Lugar        | Instancia                    |           |                      | Resultado |                     |          |
| ------------------- | ------------ | ---------------------------- | --------- | -------------------- | --------- | ------------------- | -------- |
| 27 de junio de 1987 | Buenos Aires | Fase de grupos               | Argentina | Bandera de Argentina | 1:1 (0:0) | Bandera de Perú     | Perú     |
| 2 de julio de 1987  | Buenos Aires | Fase de grupos               | Argentina | Bandera de Argentina | 3:0 (0:0) | Bandera de Ecuador  | Ecuador  |
| 9 de julio de 1987  | Buenos Aires | Semifinal                    | Argentina | Bandera de Argentina | 0:1 (0:1) | Bandera de Uruguay  | Uruguay  |
| 11 de julio de 1987 | Buenos Aires | Definición del tercer puesto | Argentina | Bandera de Argentina | 1:2 (0:2) | Bandera de Colombia | Colombia |

#### Grupo A
| Selección | Pts. | PJ | PG | PE | PP | GF | GC | Dif. |
| --------- | ---- | -- | -- | -- | -- | -- | -- | ---- |
| Argentina | 3    | 2  | 1  | 1  | 0  | 4  | 1  | +3   |
| Perú      | 2    | 2  | 0  | 2  | 0  | 2  | 2  | 0    |
| Ecuador   | 1    | 2  | 0  | 1  | 1  | 1  | 4  | –3   |

#### Argentina vs. Perú
| 27 de junio de 1987 | Argentina    | 1:1 (0:0) | Perú      | Estadio Monumental, Buenos Aires                                           |                                                                            |
|                     | Maradona 47' | Reporte   | 59' Reyna | Asistencia: 40.000 espectadores Árbitro(s): Armando Pérez Hoyos (Colombia) | Asistencia: 40.000 espectadores Árbitro(s): Armando Pérez Hoyos (Colombia) |

| Uniformes | Uniformes | Uniformes | Uniformes |
| --------- | --------- | --------- | --------- |
| Arquero   |           |           | Arquero   |

#### Argentina vs. Ecuador
| 2 de julio de 1987 | Argentina                               | 3:0 (0:0) | Ecuador | Estadio Monumental, Buenos Aires                                          |                                                                           |
|                    | Caniggia 50' · Maradona 67' (pen.), 85' | Reporte   |         | Asistencia: 30 000 espectadores Árbitro(s): Romualdo Arppi Filho (Brasil) | Asistencia: 30 000 espectadores Árbitro(s): Romualdo Arppi Filho (Brasil) |

| Uniformes | Uniformes | Uniformes | Uniformes |
| --------- | --------- | --------- | --------- |
| Arquero   |           |           | Arquero   |

### Cuartos de final

#### Argentina vs. Uruguay
| 9 de julio de 1987 | Argentina | 0:1 (0:1) | Uruguay       | Estadio Monumental, Buenos Aires                                   |                                                                    |
|                    |           | Reporte   | 43' Alzamendi | Asistencia: 75 000 espectadores Árbitro(s): Elías Jácome (Ecuador) | Asistencia: 75 000 espectadores Árbitro(s): Elías Jácome (Ecuador) |

| Uniformes | Uniformes | Uniformes | Uniformes |
| --------- | --------- | --------- | --------- |
| Arquero   |           |           | Arquero   |

#### Argentina vs. Colombia
| 11 de julio de 1987 | Argentina    | 1:2 (0:2) | Colombia               | Estadio Monumental, Buenos Aires                                        |                                                                         |
|                     | Caniggia 86' | Reporte   | 8' Gómez · 27' Galeano | Asistencia: 15 000 espectadores Árbitro(s): Bernardo Corujo (Venezuela) | Asistencia: 15 000 espectadores Árbitro(s): Bernardo Corujo (Venezuela) |

| Uniformes | Uniformes | Uniformes | Uniformes |
| --------- | --------- | --------- | --------- |
| Arquero   |           |           | Arquero   |

## Resultado
|                      |
| Bandera de Argentina |
| 4° Puesto Argentina  |

## Goleadores
| Jugador                | Selección | Goles |
| ---------------------- | --------- | ----- |
| Diego Armando Maradona | Argentina | 3     |
| Claudio Caniggia       | Argentina | 2     |